# Уата, Невфель
Невфе́ль Уата́ (фр. Newfel Ouatah; род. 8 ноября 1985, Лион) — французский и алжирский боксёр, представитель тяжёлой и супертяжёлой весовых категорий.
Выступал за сборные Франции и Алжира по боксу на всём протяжении 2000-х годов, серебряный призёр Всеафриканских игр в Алжире, бронзовый призёр Средиземноморских игр в Альмерии, чемпион Африки, победитель и призёр турниров международного значения, участник летних Олимпийских игр в Пекине.
Начиная с 2009 года боксирует на профессиональном уровне. Владел титулом чемпиона Франции среди профессионалов, был претендентом на титулы чемпиона Европейского союза EBU и интернационального чемпиона WBA.

## Биография
Невфель Уата родился 8 ноября 1985 года в Лионе, Франция. Имеет алжирское кабильское происхождение, приходится двоюродным братом известному футболисту Кариму Бензема — в своё время их семьи переехали во Францию из одной небольшой алжирской деревни.
Серьёзно заниматься боксом начал в возрасте тринадцати лет в 1998 году — в то время в стране прошёл чемпионат мира по футболу, и большинство его сверстников записались в футбольные секции, однако Невфель всё же выбрал для себя бокс. Проходил подготовку в местном клубе Pugillistique Villeurbannais’s Gym, спустя два месяца после начала тренировок одержал первую победу на ринге и решил посвятить этому виду спорта всю свою жизнь.

## Любительская карьера
Начиная с 2000 года Невфель Уата неизменно побеждал на юниорских и молодёжных национальных первенствах Франции.
В июне 2004 года участвовал на чемпионате мира среди юниоров в Чеджу (Республика Корея), в весе до 91 кг, где он дошёл до четвертьфинала, но там проиграл кубинцу Роберту Альфонсо.
Первого серьёзного успеха на взрослом международном уровне добился в сезоне 2005 года, когда впервые стал чемпионом Франции среди взрослых спортсменов, вошёл в основной состав французской национальной сборной и побывал на Средиземноморских играх в Альмерии, откуда привёз награду бронзового достоинства, выигранную в тяжёлой весовой категории.
В 2006 году вновь одержал победу на чемпионате Франции, в том числе в финале взял верх над Джоном М’Бумбой.
Впоследствии Уата попросил французскую федерацию бокса разрешить ему представлять на международных соревнованиях свою историческую родину Алжир — в 2007 году он уже был лучшим в зачёте национального первенства Алжира в супертяжёлой весовой категории и выступил на Всеафриканских играх в Алжире, где дошёл до финала и выиграл серебряную медаль. Одержал победу на чемпионате Африки, прошедшем на Мадагаскаре.
Благодаря череде удачных выступлений удостоился права защищать честь страны на летних Олимпийских играх 2008 года в Пекине — благополучно преодолел стартовый этап категории свыше 91 кг, но затем на стадии четвертьфиналов со счётом 4:10 потерпел поражение от представителя Украины Вячеслава Глазкова.
После пекинской Олимпиады ещё в течение некоторого времени оставался в основном составе алжирской национальной сборной и продолжал принимать участие в крупнейших международных турнирах. Так, в 2009 году он вновь стал чемпионом Алжира в супертяжёлом весе, выиграв в финале у Шуайба Булудината, и отправился боксировать на Средиземноморских играх в Пескаре, где, тем не менее, попасть в число призёров не смог, в четвертьфинале был остановлен тунисцем Мохамедом Хомрани.

## Профессиональная карьера
Дебютировал на профессиональном уровне в июле 2009 года, выиграв у своего соперника техническим нокаутом в первом же раунде. Выступал преимущественно на территории Франции, в течение четырёх последующих лет одержал 11 побед подряд, не потерпев при этом ни одного поражения, в частности завоевал и несколько раз защитил титул чемпиона Франции в тяжёлом весе среди профессионалов.
В 2014 году нокаутировал довольно сильного соотечественника Грегори Тони и заслужил право оспорить вакантный титул чемпиона Европейского союза по версии EBU. Другим претендентом на чемпионский пояс стал непобеждённый турок Эркан Тепер, в итоге противостояние между ними продлилось шесть раундов, Уата получил серьёзные повреждения и вынужден был отказаться от продолжения поединка, тем самым потерпев первое в профессиональной карьере поражение.
Несмотря на проигрыш, Невфель Уата продолжил активно выходить на ринг, сделав серию из трёх побед подряд. В декабре 2017 года встретился с соотечественником Жоаном Дюопа в бою за вакантный титул интернационального чемпиона по версии Всемирной боксёрской ассоциации (WBA) — в восьмом раунде просел под натиском своего соперника, побывал в нокдауне, и в конечном счёте его секунданты сигнализировали о прекращении поединка.